# Biblioteca Nacional da Venezuela
A Biblioteca Nacional da Venezuela foi criada no dia 13 de julho de 1833 a partir de decreto presidencial, porém atualmente tem caráter autônomo de Instituto, prescrito pelo Ministério da Cultura sob lei promulgada em 27 de julho de 1977. 
Seu primeiro diretor foi na época o então ministro da justiça, Diego Bautista Urbaneja (1782-1856), estando situada no antigo Convento Caraqueño de São Francisco. Os primeiros serviços bibliotecários foram realizados pelo presidente do país Antonio Leocadio.

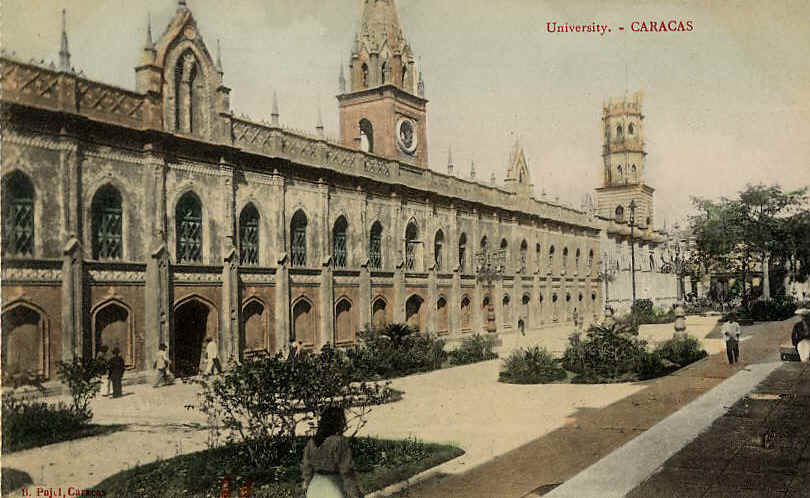
Universidade de Caracas, sede entre 1874 e 1910

Porém, no ano de 1874, sua sede muda para a Universidade de Caracas, somente no ano de 1910 a Biblioteca fixa endereço na esquina São Francisco.
A Biblioteca promove, planifica e coordena o desenvolvimento de um Sistema de Bibliotecas e Informação Científica, Humanística e Tecnológica na Venezuela.
Serve como centro de depósito documental bibliográfico, possui arquivo audiovisual, hemeroteca e Mapoteca.

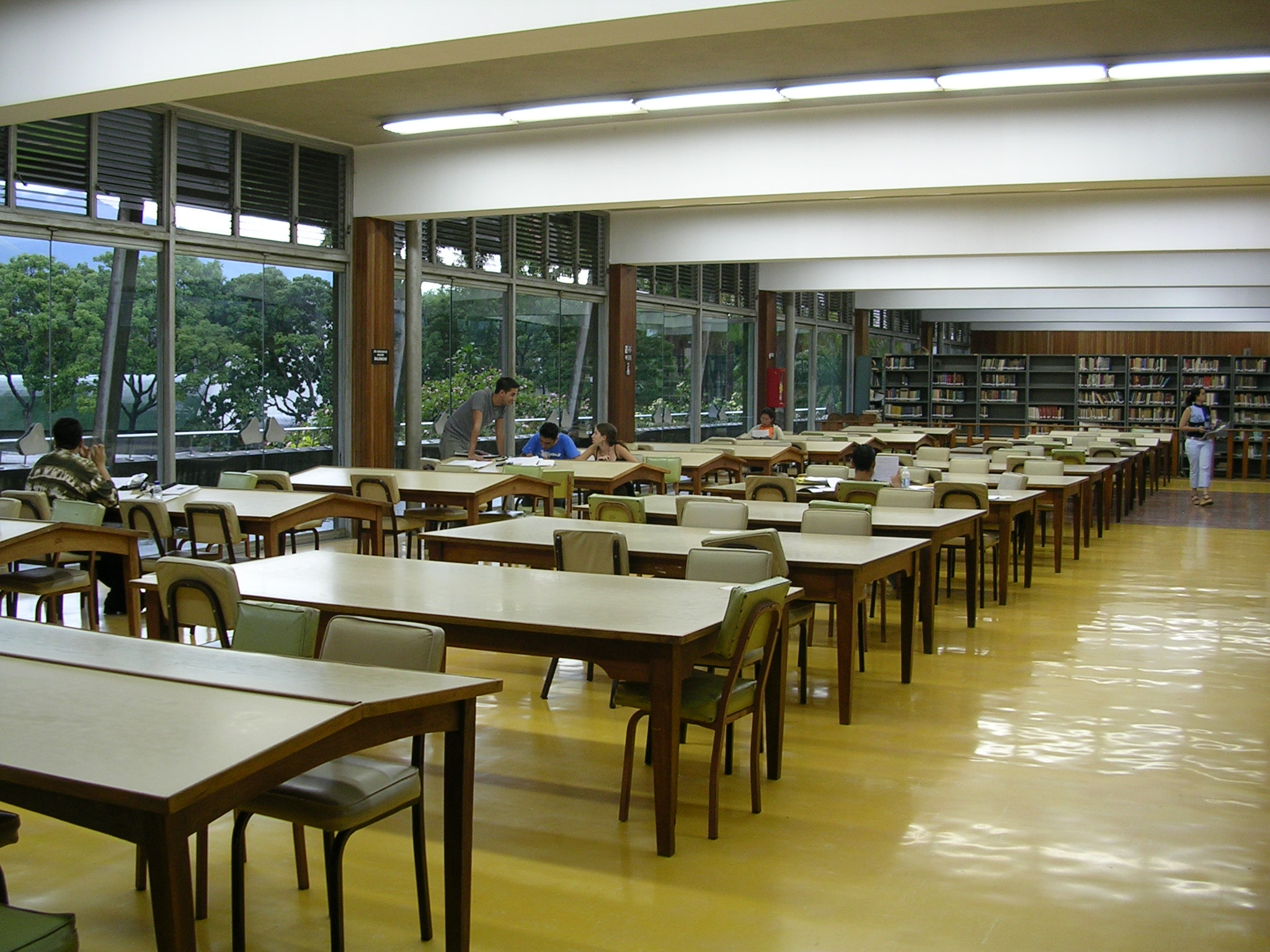
Fotografia do interior da Biblioteca Nacional da Venezuela

 É responsável pelo serviço de referência nacional, coordenadora do Sistema de Bibliotecas Públicas e Centro de Conservação Nacional.
Possui uma coleção de livros raros e manuscritos que são definidos como verdadeiras jóias do acervo da biblioteca, motivo de orgulho para o país. Foi pioneira no sistema de automação de Bibliotecas na implantação do Sistema SAIBIN (Sistema Automatizado de Informação de Biblioteca Nacional), possuindo mais de 2 milhões e meio de registros .
Contam com uma sala de referência virtual, Centro Nacional Cooperativo de Referência (CENACORE), projeto piloto na América Latina.